# Mandji (île)
Mandji est une île située dans le delta de l'Ogooué au Gabon. Le cap Lopez en est la pointe occidentale. La ville de Port-Gentil a été construite sur ce site.

## Étymologie
Mandji est le nom en langue myéné d'un arbre autrefois courant sur cette île, le Milicia excelsa, aussi appelé Iroko, Abang, ou encore Mvule.

## Géographie
L'Animba est le premier des cours d'eau séparant l'île Mandji des autres nombreuses îles du delta de l'Ogooué situées plus à l'est et plus au sud-est. L'Animba marque ainsi, par définition, la limite sud de l'île Mandji.
Les autres limites géographiques de l'île Mandji sont constituées par la baie du cap Lopez et la baie du Prince (au nord-est), ainsi que par la haute mer proprement dite de l'océan Atlantique (au sud-ouest, à l'ouest et au nord).

## Économie
Le port de Port-Gentil a exporté principalement du bois jusqu'aux années 1960.  La plus importante usine de contreplaqué d'Afrique y fut installé en 1950. L'exploitation de pétrole commence à partir de 1956 et fait de cette ville le premier centre économique du Gabon. 